# Batalla de Chapultepec
La batalla de Chapultepec fue un conflicto armado que tuvo lugar el día lunes 13 de septiembre de 1847 en el cerro llamado Chapultepec, que se ubica en las proximidades de la Ciudad de México. En el combate intervinieron los ejércitos de Estados Unidos y de México. El motivo de la batalla, y de la invasión en general, fue que Estados Unidos deseaba apoderarse del territorio al norte del Río Bravo, incluido Texas, por lo que México se defendió.
Las primeras batallas en el Valle de México fueron en Padierna, Churubusco y Molino del Rey, donde los estadounidenses se alzaron con la victoria. Uno de los últimos bastiones que defendía la ciudad era el Cerro y Castillo de Chapultepec en donde había un Colegio Militar con alrededor de 100 alumnos y 800 soldados de diferentes batallones del ejército mexicano. Chapultepec estaba comandado por el general Nicolás Bravo, uno de los héroes de la independencia. También estaban presentes hombres del Batallón de San Blas bajo las órdenes del teniente coronel Felipe Santiago Xicoténcatl.
El ejército estadounidense bombardea durante todo el 12 de septiembre la línea de defensa. El día 13 hicieron el asalto al Castillo y en este ataque fallecerían cerca de 300 soldados mexicanos, así como el comandante del Batallón de San Blas: Felipe Santiago Xicoténcatl quien defendió la bandera y resultó herido, y así continuó combatiendo e instando a sus hombres a continuar defendiendo el punto, lamentablemente una nueva bala lo hiere gravemente y cae envuelto en la bandera de su batallón. La posición fue ganada con relativa facilidad por las tropas de Worth, Quitman y Pillow.

## Acontecimientos previos
El ejército de los Estados Unidos había invadido a la república mexicana. Una parte del ejército estadounidense atacaba por el norte del país y estaba detenido en la ciudad de Saltillo, mientras que otra parte del ejército desembarcó en el puerto de Veracruz y avanzó hasta la capital mexicana.
En aquel entonces, en el Cerro del Chapulín (Chapultepec en idioma náhuatl) se encontraban las instalaciones del Colegio Militar estaba dirigido por el general José Mariano Monterde con cerca de 100 alumnos y un número reducido de defensores sobrevivientes de las anteriores batallas, y auxiliada la defensa por el Batallón de San Blas al mando del coronel Felipe Santiago Xicoténcatl. Al estar situado en un punto prominente en el poniente del Valle de México, era uno de los últimos reductos que restaban en la defensa de la capital; el punto estaba a las órdenes del general Nicolás Bravo, héroe de la Independencia.
La batalla del Molino del Rey fue una de las más costosas e inútiles para el plan y objeto de los invasores, pues perdieron cerca de 800 hombres y varios de sus mejores oficiales, sin haber encontrado esa cantidad inmensa de materiales de guerra, que ellos creían encerrados dentro del Molino. Los generales Winfield Scott y Worth, después de la batalla tuvieron, una agria desavenencia, que más tarde ocasionó que el primero privaría del mando a Worth, y este lo acusara al gobierno de los Estados Unidos. Para México la batalla del Molino del Rey fue un gran retroceso, en especial por la muerte del general Antonio de León y el coronel Lucas Balderas. 
Después de esa batalla los estadounidenses se retiraron de nuevo a sus cuarteles de Tacubaya, lo que dio tiempo a las fuerzas mexicanas, para recuperar el Molino del Rey, pero sin intención de fortificarlo, y finalmente también lo abandonaron.

## Historia
Una vez que el ejército invasor rodeó las defensas al oriente del Valle de México, los estadounidenses derrotaron a al ejército mexicano en tres principales batallas: Padierna, Churubusco y Molino del Rey. Solo quedaba entre el ejército invasor y la capital el cerro de Chapultepec, que no era una fortaleza, sino un antiguo castillo de descanso de los virreyes españoles y que por entonces era el domicilio del Colegio Militar de México; no obstante, a su alrededor se habían realizado apresuradamente varias obras para fortificar el Castillo de Chapultepec. El ejército invasor bombardeó durante todo el día 12 de septiembre la línea de defensa, así como al Castillo de Chapultepec. 

Esquema que muestra el asalto estadounidense al castillo de Chapultepec.

El día 13 de septiembre comenzó nuevamente un bombardeo, desde los primeros rayos del sol hasta las 8 de la mañana, momento en que dejan de bombardear, lo que era la señal para iniciar el asalto al Castillo. El general Santa Anna envió al Batallón de San Blas para auxiliar la defensa del Castillo de Chapultepec, la única ayuda enviada a pesar de que Nicolás Bravo había solicitado más refuerzos porque el asalto a Chapultepec era inminente. Mientras tanto, Santa Anna estaba con parte del ejército repeliendo otro ataque en la entrada del bosque de Chapultepec, al oriente del cerro, y no se dio cuenta de que el verdadero asalto al Castillo se daba desde el occidente, hasta que ya era demasiado tarde. 
El batallón de San Blas con sólo 400 hombres se enfrentó al pie del cerro, contra las divisiones de Worth, Quitman y Pillow, hasta quedar diezmado (sólo 2 de los 400 del batallón de San Blas sobrevivieron la batalla). Finalmente las divisiones antes mencionadas toman la posición con relativa facilidad pues sólo se enfrentaron a una pequeña guarnición de 832 soldados unos 60 u 80 cadetes y 4 cañones. Para el triunfo sobre el Castillo, el ejército estadounidense aún debió pelear el resto del día para llegar a la entrada de la Ciudad de México teniendo ese día cerca de 600 bajas.

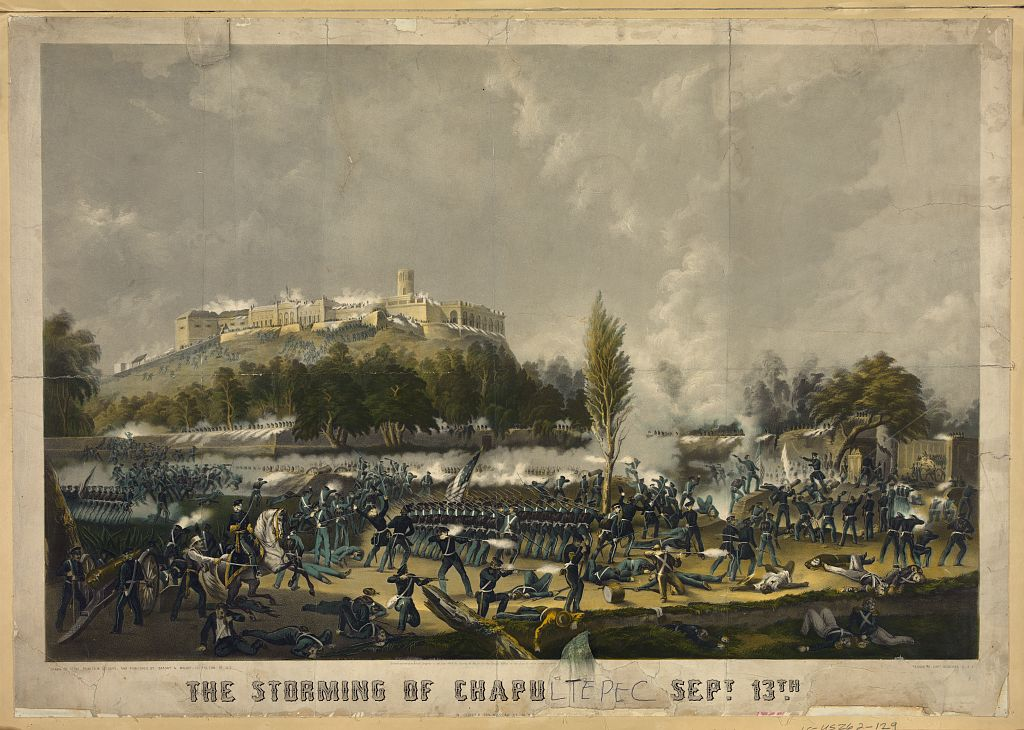
Asalto general al castillo.

Dentro de este episodio se ubica el evento conocido en México como el "Martirio Heroico de los Héroes de Chapultepec". Después de la batalla de Molino del Rey (el 8 de septiembre), el general Mariano Monterde, Director del Colegio Militar le pidió a los Cadetes que se fueran a sus casas, pues era el último baluarte de defensa. Algunos alumnos le solicitaron permiso para permanecer acuartelados y defender al país de los invasores hasta la muerte.

Los prisioneros del Batallón de San Patricio fueron ahorcados viendo a la bandera estadounidense tras la toma del castillo por órdenes de Winfield Scott.

Las edades de los cadetes oscilaban entre los 13 y 18 años; los instructores Oficiales a cargo tenían un poco más de edad, pero jóvenes todavía. El resto de la tropa de primera línea se encontraba muy reducida pues los remanentes habían sido desplazados hacia varios puntos, la mayor parte del ejército de línea ya había sido destrozado en el norte en el oriente y la misma capital del país.
En el fragor de la batalla se solicita permiso al General Nicolás Bravo para huir con los cadetes, pero el general no quiso o no pudo decidir un curso de acción, principalmente por el eco en que se encontraba la defensa después de la deserción en masa de la mitad de los efectivos de línea. Lo único que pudo hacer fue asignar a los remanentes del Batallón de San Blas a los dormitorios y a la protección de los cadetes que quedaron a defender el castillo. Sin órdenes que cumplir y viendo al enemigo avanzar, los cadetes líderes trataron de decidir el curso a seguir intentando salir todos por el lado del jardín botánico. Los cadetes Juan de la Barrera, Vicente Suárez y Fernando Montes de Oca, prefirieron quedarse a pelear con los otros soldados del Batallón de San Blas quienes se colocaron al lado del jardín botánico para proteger la salida de los cadetes más jóvenes, entre ellos Francisco Márquez y Miguel Miramón, lo que provocó que los estadounidenses pudieran disparar fácilmente contra ellos. No obstante las muertes de Juan de la Barrera, Vicente Suárez, Fernando Montes de Oca y  Juan Escutia , los cadetes supervivientes lograron huir siendo protegidos en la retaguardia por Francisco Márquez que a sus 12 años logró mantener a raya al enemigo hasta perecer.
En el lado oriente del Castillo de Chapultepec se colocó la Segunda Compañía de Cadetes, mientras que en la parte occidente era defendida por la Primera compañía. El ataque del ejército de los Estados Unidos empezó en la mañana del 13 de septiembre. A las 12 de la tarde la posición Caballero Alto sucumbe ante la embestida del enemigo por lo que Miguel Poucel ordena a la Segunda Compañía de aproximadamente 40 alumnos, 4 cabos y el sargento Teófilo Noris contraatacar antes de que el ejército enemigo atacara primero. Poucel encarga a Teófilo Noris proveer de fusiles cargados a los cadetes, mientras las municiones se agotaban Agustín Melgar se encerró en la biblioteca donde esperaba recibir con disparos al enemigo matando a uno de ellos, Melgar fue herido y falleció después de amputársele la pierna, al día siguiente. La segunda compañía no recibió más órdenes debido a que el general Monterde había sido tomado prisionero en la parte occidental del colegio. Miguel Poucel ordenó colocar las armas en el suelo en señal de que estos jóvenes jamás las entregarían personalmente.
Posteriormente llegaron Santa Anna, Juan Álvarez y Alejandro Constante con un ejército de 5000 soldados en total, pero cuando ya había pasado la batalla.
La historia oficial mexicana recuerda en particular a seis de esos jóvenes que perdieron la vida en el combate. A estos jóvenes cadetes se les llama Niños Héroes de Chapultepec porque fueron los últimos en oponer resistencia aun cuando el general había ordenado rendirse. Sus nombres: Agustín Melgar, Fernando Montes de Oca, Francisco Márquez, Juan Escutia, Juan de la Barrera y Vicente Suárez. Durante el siglo XIX se dio especial realce al Batallón de San Blas, del cual fallecieron casi todos sus soldados al pie del cerro defendiéndolo contra el ejército estadounidense. En el Castillo de Chapultepec, hoy Museo Nacional de Historia, y sus alrededores se conmemora mediante placas los puntos donde murieron estos jóvenes defensores mexicanos conocidos como los Niños Héroes. La mayoría de los sobrevivientes de la batalla fueron hechos prisioneros
.

## Batallas de las Garitas de San Cosme y Belén
El general Scott había calculado que las fuerzas mexicanas que aún quedaban debían ser atacadas lo más pronto posible, para no darles la oportunidad de reforzarse, además pretendía aprovechar la confusión y el desaliento después de haber perdido el Colegio Militar, por ello ordenó al general Quitman que avanzará por la calzada de Belén para distraer a las fuerzas mexicanas mientras una columna comandada por el general Worth dirigía un ataque a la garita de San Cosme, que era considerado como el punto más vulnerable para entrar a la Ciudad de México, el plan de Scott consistía en dirigir la atención a la garita de Belén sin tomarla y mientras el ataque principal se dirigía en contra de la garita de San Cosme, sin embargo el plan tomó un giro inesperado cambiando los papales, la columna de Quitman fue quien tomó la posición primero.
En el camino de retirada a la garita de Belén estaba un reducto en el Puente de los Insurgentes, el que fue defendido por el Batallón de Morelia al mando del coronel Carrasco, tanto Roa como los autores de Apuntes para la historia de la guerra… hablan de una férrea resistencia dada por este cuerpo del ejército en contra de las fuerzas comandadas por el general Quitman, quien hacia avanzar sobre este punto a una columna protegida por rifleros y por su artillería, al ser reforzada la columna de Quitman mandó a atacar el reducto con algunas piezas de artillería. El Batallón de Morelia trató de defender su posición, pero la falta de parque los obligó a abandonarlo.
El avance de las tropas estadounidenses siguió su paso una vez tomado el punto del Puente de los Insurgentes, sin embargo según los autores de Apuntes para la historia de la guerra… dan testimonio de la defensa de Garita de Belén “los enemigos avanzaron con infantería, y fueron rechazados por la artillería situada debajo de los arcos, y la infantería en la aspillera de la casa y en los flancos de la garita.” Estas palabras parecen describir perfectamente parte de la escena que vemos en la litografía que aborda la defensa de la garita de Belén.  A la derecha se aprecia una construcción que en lo alto de una de sus esquinas tiene un altar esquinado con columnas salomónicas, a la derecha de este altar vemos a un grupo de cuatro soldados que abren fuego desde el tejado, en entrada principal bajo sus arcos se encuentran dos cañones que con sus respectivos cuerpos de artilleros manejan los cañones, en esta pequeña escena se nota una nube de humo frente a los cañones, la cual indicaría que acaba de disparar, seguramente a la columna de Quitman que estaba avanzado sobre la garita. En el extremo izquierdo se vislumbran las copas de algunos árboles, debajo de ellos se extiende desde la izquierda, una sección de un muro y una nube de humo a causa de las detonaciones de los fusiles de los defensores, la escena se corta con una columna y su respectivo muro que se extiende hasta los arcos principales de la garita; entre la nube de los disparos se distingue un grupo de soldados junto al primer tramo de muro que sale de la izquierda, junto a este grupo está un cañón con su respectivo equipo de artilleros que disparan contra las fuerzas invasoras. La escena descrita se apega a las palabras de los autores de Apuntes para la historia de la guerra… al referirse a las fuerzas que defendían los flancos de la garita.
El primer intento de asalto por parte de las fuerzas comandadas por Quitman fue contenido y rechazado, ello hizo creer a Santa Anna que la garita no sería asaltada, por ello decidió dirigirse a la garita de San Cosme, no sin antes girar instrucciones al general Terrés y dejarlo a cargo de la defensa de la garita de Belén, según Roa en su obra Santa Anna “recomendó á, Terrés que hasta su vuelta conservara todo en el mismo". Es casi seguro que los dos jinetes que vemos cerca de la esquina inferior izquierda sean Santa Anna y Terrés, el primero sería aquel jinete que porta sobre su cabeza el sombrero tipo bicornio, la actitud de este personaje luce firme y dirigente, acentuándose más por la postura de su mano derecha que parece apuntar en dirección a los cañones del arco principal de la garita, y parece dirigirse hacia el jinete que está a sus espaldas quien por la banda y sombrero que porta podemos creer que el general Terrés es quien dirige su vista hacia donde apunta Santa Anna; las figuras de estos dos jinetes pueden representar el momento previo a que se retire Santa Anna a la garita de San Cosme, justo cuando da órdenes a Terrés.
Al llegar Santa Anna a la garita de San Cosme, se encontró con la retirada de la tropa, al mando del general Rangel que se dirigía al centro de la ciudad sin haber defendido la garita, ante tal escena Santa Anna contiene el desorden y manda a las tropas a la garita de San Cosme, en este punto las fuerzas estadounidenses tuvieron que retroceder ante la resistencia presentada. Santa Anna recibió la noticia de que la garita de Belén había sido abandonada y corría peligro la Ciudadela, por ello se trasladó rápidamente a dicho punto, para encontrar que las fuerzas que había dejado se habían replegado a la Ciudadela, y en una de las puertas de este edificio se encontraba el general Terrés, quien fue reprendido de manera severa y agredido por Santa Anna.
Después de haber caído el Castillo de Chapultepec ayer un intenso asedio y un formidable asalto, las tropas que quedaban se retiraron hacia la Ciudad de México y sus garitas, por las calzadas de la Verónica y San Cosme, unas más lo hicieron por la calzada de Belén.
En la litografía no se observa la mala fortificación que se dio en la garita de Belén, ni uno de los principales errores defensivos, la construcción de un parapeto debajo del arco de la garita, al impactarse las balas de cañón de la artillería estadounidense en contra del parapeto, este se convirtió en metralla contra los defensores; la garita estaba soportando el fuego y protegía los rifleros que se encontraban en el acueducto; la situación para Terrés y la garita se complicó cuando parte de la reserva se retiró sin dar aviso alguno. Ya muertos la mayoría de sus artilleros por las piedras del arco y desmoralizada el resto de la tropa, quedó poco menos de ochenta hombres, Terrés tomó la decisión de retirarse a la Ciudadela para que la artillería no cayera en manos del enemigo. Los cuerpos de cuatro soldados con su uniforme y equipo, tendidos en el suelo, ubicados en la parte baja central de la composición parecen ser un presagio de la trágica conclusión que le espera al resto de la tropa, la idea de este final funesto se acentúa con la imagen de los dos soldados y el chimeco que llevan entre sus brazos, así como un cuarto soldado herido, recordándonos hasta cierto punto a la pintura del Coracero herido de Géricault..
Dentro la litografía en la esquina inferior izquierda llama nuestra atención un grupo de civiles, uno de ellos lleva en la espalda a un anciano, mientras que más a la izquierda se observa a una mujer que lleva en brazos a un pequeño, ambas figuras mencionadas salen de la escena dejando atrás la batalla, su presencia parecen coincidir con las palabras de Apuntes para la historia de la guerra… “…el pavor y el desconsuelo se apoderó de los ánimos de sus habitantes” esta frase se refiere a como la población tomó la noticia de la caída del Colegio Militar, no obstante, esas mismas palabras ayudan a explicar la presencia de estos personajes.
Dentro de las fuentes consultadas no hay alguna pista o referencia que pueda ayudar a entender la presencia de la carrera que transporta a heridos, cuyo cochero y caballos han sido heridos por una bala de cañón que acaba de impactar frente a ellos, esta escena parece ser una herramienta del artista, para dotar a toda la composición de un mayor drama.
Después de haberse perdido la garita de Belén, Santa Anna quiso recuperarla, dejando la empresa en manos del coronel Carrasco, quien con algunos soldados que logró reunir, hizo fuego desde el techo del colegio de Belén según los autores de Apuntes para la historia de la guerra… “Esta operación, concebida en medio del conflicto, con el enemigo triunfante encima, y cuando todo el mundo había perdido ya todo género de esperanza, tuvo un éxito brillante.” Este esfuerzo no fue suficiente para poder capturar de nuevo la garita muriendo el coronel Carrasco. El último intento por tratar de recuperar la garita de Belén fue la formación de una columna para asaltarla, pero la artillería enemiga hizo que este intento no tuviera resultado. A las cinco de la tarde del 13 de septiembre de 1847, la garita de Belén y la de San Cosme habían caído ante los generales Worth y Quitman.
La resistencia y tenacidad de los mexicanos quedó representada por el grupo de soldados en la esquina izquierda inferior, cada uno bien equipado y uniformado,  parecen dirigirse hacia donde apunta el jinete con su sable, ubicado un poco a la derecha del segmento del muro que comienza del lado izquierdo, por dirección la donde apunta el jinete parece indicar el flanco izquierdo de la garita; de igual manera esos últimos destellos de coraje desafiante a un final preconcebido, son depositados en los soldados que entran a la escena desde arriba de la esquina inferior derecha, aun sabiendo que su empresa es una causa perdida tienen una postura que denota decisión y estoicismo.